# 517 Edith
517 Edith è un asteroide della fascia principale del diametro medio di circa 91,12 km. Scoperto nel 1903, presenta un'orbita caratterizzata da un semiasse maggiore pari a 3,1521735 UA e da un'eccentricità di 0,1880289, inclinata di 3,20047° rispetto all'eclittica.
Il suo nome è in onore di Edith Dugan Eveleth sorella dello scopritore, Raymond Smith Dugan.